# لويز ألين
لويز ألين (بالإنجليزية: Louise Allen)‏‏ (1949 في نورفك - ) روائية من المملكة المتحدة.